# Montgolfières
Cet article concerne un groupe musical. Pour l'aérostat, voir Montgolfière. Pour la constellation imaginaire, voir Montgolfière (constellation).
Albums de Gianmaria Testa
Extra-muros
(1996)
Montgolfières est le premier album de Gianmaria Testa paru le 9 mai 1995 sur Label Bleu et réédité en 2001 par Le Chant du Monde chez Harmonia Mundi.

## Liste des titres de l'album
Sauf mention les compositions et les textes sont de Gianmaria Testa :	 
1. Città lunga
2. La traiettorie delle mongolfiere (musique de Francesco Bertone)
3. Habanera
4. La donna del bar
5. Dentro la tasca di un qualunque mattino
6. Un aeroplano a vela (musique de Piero Ponzo)
7. Come le onde del mare
8. L'automobile
9. Senza titolo
10. Le donne nelle stazioni
11. Maria
12. Manacore
13. La terra delle colline
14. Città lunga (reprise)

## Musiciens ayant participé à l'album
- Gianmaria Testa : chant et guitare
- Claudio Enriquez : guitare
- Pier Mario Giovanonne : guitare
- Montferrat : guitare et chœur
- Francesco Bertone : contrebasse et basse électrique
- Areski Belkacem : percussions
- Yann Cortella : batterie
- Michel Risse : batterie et percussions
- Nathalie Fortin : piano et orgue
- César Stroscio : bandonéon
- Didier Havet : tuba
- David Lewis : trombone et cor
- Piero Ponzo : clarinette, sax, flûte, harmonium indien, mélodica
- Le Quatuor Joachim : Zbigniew Kornovicz (violon), Joanna Rezler (violon), Diane Phoenix (alto), Laurent Rannou (violoncelle)